# 正常財
正常財（英語：Normal good），為一經濟學名詞，指當消費者實質所得增加後，需求亦會隨著增加的財貨，如韋伯倫財。經濟學上的定義與該財貨的品質並沒有關係。
根據無異曲線，一個消費者購買一件物品的數量可以增加、減少或不變。
在圖中，財貨Y是正常物品。因為當收入從預算線BC1升至BC2，Y的購買量由Y1上升至Y2。而物品X則是劣等財。因為當收入上升，其購買量由X1下跌至X2。